# Sacbé

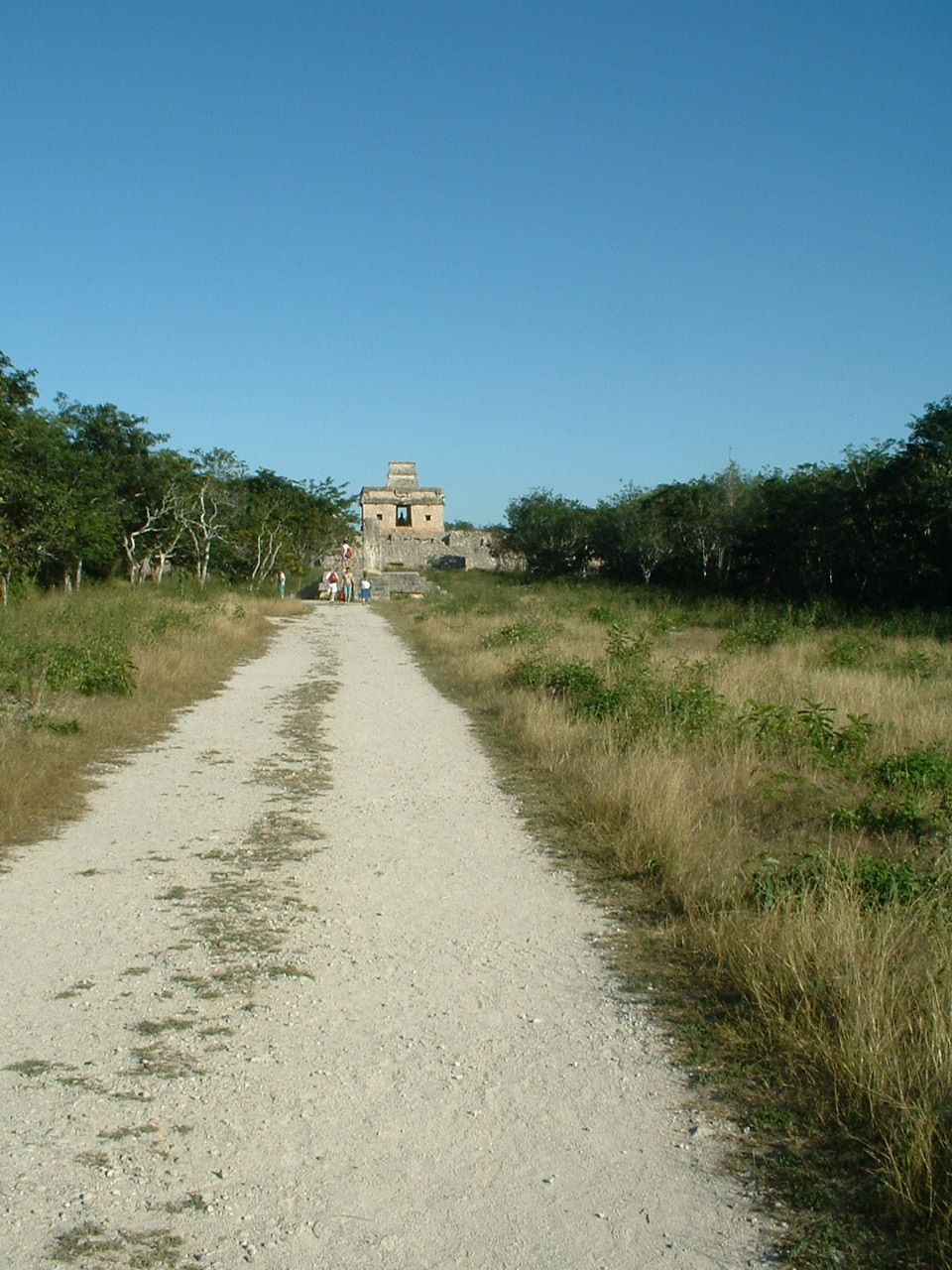
Egy sacbé Dzibilchaltúnban

A sacbé (többes számban sacbeob) a maják által épített, vízszintes terepen haladó, a környezetéből többnyire kiemelkedő, fehér mészkőtörmelékkel felszórt utak neve. A kifejezés a maja nyelvű, „fehér” jelentésű sac és az „út” jelentésű be szavak összetételéből ered. Általában két, akár fél méter magasra emelt kőfal szegélyezi, a falak között levő űrt kőtörmelékkel töltötték ki. Az utak szélessége 4 és 20 méter között változott. Ma egy részük elhanyagolt, vadon által benőtt, más részüket viszont továbbra is használják, némelyiket modern utak és vasutak alapzatába építették be.
Amellett, hogy közlekedési (és ezáltal gazdasági és politikai) hasznuk volt, szakrális szerepet is játszottak: az Izamalba vezető sacbékat valószínűleg vallási menetek is használták, John Lloyd Stephens pedig még az 1840-es években is (amikor az utakat többnyire benőtte az őserdő) megfigyelte, hogy amikor a helyi őslakók keresztülmennek egy ilyen sacbén, rövid imákat mondanak el.
A városokon belüli utak mellett néhány igen hosszú, településeket összekötő út is létezett. Ezek közül kiemelkedett az Uxmalt és Kabáhot összekötő (ennek végpontjaira nagyméretű, diadalívszerű kapukat is emeltek), valamint a Cobá és Yaxuná közötti, a leghosszabb pedig egy körülbelül 300 km-es lehetett, amely a mai Mérida helyén található T’Hót Akén és Izamalon keresztül kötötte össze a Karib-tenger partjával.